# 체흐 코호몰로지
대수적 위상수학에서 체흐 코호몰로지(영어: Čech cohomology)는 위상 공간 위의 층 코호몰로지를 공간을 작은 조각으로 쪼개어 정의·계산하는 방법이다.

## 정의
다음이 주어졌다고 하자.
- 위상 공간 {\displaystyle X}
- {\displaystyle X} 위의 아벨 군 준층 {\displaystyle {\mathcal {F}}\in \operatorname {PSh} (X;\operatorname {Ab} )}

그렇다면, 각 자연수 {\displaystyle n\in \mathbb {N} }에 대하여, {\displaystyle (X,{\mathcal {U}})}의 {\displaystyle {\mathcal {F}}}계수 {\displaystyle n}차 체흐 코호몰로지 {\displaystyle \operatorname {\check {H}} ^{n}(X;{\mathcal {F}})}는 아벨 군이다. 이는 구체적으로 공사슬 복합체를 통해 정의될 수 있으며, 추상적으로 오른쪽 유도 함자로서 정의될 수도 있다. 이 두 정의는 서로 동치이다.
이 개념은 일반적으로 사용되는 {\displaystyle {\mathcal {U}}}에 의존한다. 그러나 {\displaystyle X} 위의 열린 덮개들은 유항체계(directed system)를 이루며, ({\displaystyle {\mathcal {U}}}에 의존하지 않는) {\displaystyle X}의  체흐 코호몰로지 {\displaystyle \operatorname {\check {H}} ^{\bullet }(X;{\mathcal {F}})}를 모든 열린 덮개 {\displaystyle {\mathcal {U}}}에 대한 코호몰로지 {\displaystyle \operatorname {\check {H}} ^{\bullet }(X,{\mathcal {U}};{\mathcal {F}})}의 귀납적 극한이다. 즉,
{\displaystyle \operatorname {\check {H}} ^{n}(X;{\mathcal {F}})=\varinjlim {\check {H}}^{n}(X,{\mathcal {U}};{\mathcal {F}})}
이다.

### 구체적 정의

#### 단체와 사슬
{\displaystyle n}차 체흐 단체(Čech單體, 영어: Čech simplex) {\displaystyle \sigma }는 그 교집합이 0이 아닌, {\displaystyle n+1}개의 {\displaystyle {\mathcal {U}}}의 원소의 순서쌍 {\displaystyle (U_{0},\dots ,U_{n})}이다. 단체의 지지 집합(영어: support) {\displaystyle |\sigma |}은 다음과 같은, 모든 성분들의 교집합이다.
{\displaystyle |\sigma |=\bigcap _{k=0}^{n}U_{n}}
{\displaystyle n}차 체흐 단체를 기저로 하는 자유 아벨 군을 {\displaystyle {\check {C}}^{n}}이라고 하자. {\displaystyle {\check {C}}^{n}}의 원소를 {\displaystyle n}차 체흐 사슬(영어: Čech chain)이라고 한다.
{\displaystyle n}차 체흐 단체 {\displaystyle \sigma }의 부분 경계(部分境界, 영어: partial boundary) {\displaystyle \partial _{k}\sigma }는 다음과 같다.
{\displaystyle \partial _{k}\sigma =(U_{0},\dots ,U_{k-1},U_{k+1},\dots ,U_{n})}.
{\displaystyle \sigma }의 경계(境界, 영어: boundary) {\displaystyle \partial \sigma }는 다음과 같다.
{\displaystyle \partial \sigma =\sum _{k=0}^{n}(-1)^{k}\partial _{k}\sigma \in {\check {C}}^{n-1}}.
마찬가지로 {\displaystyle n}차 사슬의 경계를 (선형으로) 정의할 수 있다. {\displaystyle n}차 사슬의 경계는 {\displaystyle n-1}차 사슬이다.

### 공사슬
{\displaystyle n}차 체흐 공사슬(Čech共-, 영어: Čech cochain) {\displaystyle \phi }는 {\displaystyle n}차 단체 {\displaystyle \sigma }를 아벨 군 원소 {\displaystyle \phi (\sigma )\in {\mathcal {F}}(|\sigma |)}와 대응시키는 함수이다. {\displaystyle n}차 공사슬의 집합을 {\displaystyle {\check {C}}^{n}(X,{\mathcal {U}};{\mathcal {F}})}라고 하자. 이는 점별 덧셈에 대하여 아벨 군을 이룬다.
공사슬의 공경계(共境界, 영어: coboundary)
{\displaystyle \delta ^{n}\colon {\check {C}}^{n}(X,{\mathcal {U}};{\mathcal {F}})\to {\check {C}}^{n+1}(X,{\mathcal {U}};{\mathcal {F}})}
는 다음과 같다. 단체 {\displaystyle \sigma }에 대하여,
{\displaystyle (\delta ^{n}\phi )(\sigma )=\sum _{k=0}^{n}(-1)^{k}\operatorname {res} _{|\sigma |}^{|\partial _{k}\sigma |}\phi (\partial _{k}\sigma )}.
여기서
{\displaystyle \operatorname {res} _{|\sigma |}^{|\partial _{k}\sigma |}\colon {\mathcal {F}}(|\partial _{k}\sigma |)\to {\mathcal {F}}(|\sigma |)}
는 부분 집합에 대한 제한 사상이다. 계산을 통해 {\displaystyle \delta ^{n+1}\circ \delta ^{n}=0}임을 확인할 수 있다. 따라서 이는 공사슬 복합체를 이루며, 그 코호몰로지를
{\displaystyle \operatorname {\check {H}} ^{\bullet }(X,{\mathcal {U}};{\mathcal {F}})}
라고 하자.

### 유도 함자 구성
체흐 코호몰로지는 보다 추상적으로 유도 함자를 통해 정의할 수 있다. 즉, 0차 체흐 코호몰로지는 다음과 같이 쉽게 구체적으로 정의할 수 있다.
{\displaystyle \operatorname {\check {H}} ^{0}(X,{\mathcal {U}};{\mathcal {F}})=\left\{(\phi _{U})_{U\in {\mathcal {F}}}\in C^{0}\colon \forall U,V\in {\mathcal {U}}\colon U\cap V\neq \varnothing \implies \operatorname {res} _{U\cap V}^{U}\phi _{U}=\operatorname {res} _{U\cap V}^{V}\phi _{V}\right\}}
여기서 {\displaystyle {\check {C}}^{0}}는 0차 체흐 공사슬, 즉 각 {\displaystyle U\in {\mathcal {U}}}에 대하여 {\displaystyle {\mathcal {F}}(U)}의 원소 {\displaystyle \phi _{U}\in {\mathcal {F}}_{U}}를 대응시키는 대상들의 집합이다. 만약 {\displaystyle {\mathcal {F}}}가 층이라면 이는 대역 단면 {\displaystyle \Gamma _{X}({\mathcal {F}})}과 같지만, 준층이라면 같을 필요가 없다.
0차 체흐 코호몰로지는 함자
{\displaystyle \operatorname {\check {H}} ^{0}(X,{\mathcal {U}};-)\colon \operatorname {PSh} (X;\operatorname {Ab} )\to \operatorname {Ab} }
를 정의한다. 이 함자는 왼쪽 완전 함자임을 보일 수 있으며, 그 오른쪽 유도 함자들은 고차 체흐 코호몰로지와 일치한다.
{\displaystyle \operatorname {R} ^{\bullet }\left(\operatorname {\check {H}} ^{0}(X,{\mathcal {U}};-)\right)=\operatorname {\check {H}} ^{\bullet }(X,{\mathcal {U}};-)}
여기서 준층 범주를 사용하는 것은 매우 중요하다. 층 범주에서는 0차 체흐 코호몰로지 함자 {\displaystyle \operatorname {\check {H}} ^{0}(X,{\mathcal {U}};-)}는 단면 함자 {\displaystyle \Gamma _{X}(-)}와 일치하며, 이 함자의 오른쪽 유도 함자는 단순히 층 코호몰로지와 같다.

## 성질

### 특이 코호몰로지와의 관계
임의의 아벨 군 {\displaystyle G}에 대하여, 그 상수층 {\displaystyle {\underline {G}}}을 생각하자. 만약 위상 공간 {\displaystyle X}가 CW 복합체와 호모토피 동치라면, 그 {\displaystyle {\underline {G}}} 계수 체흐 코호몰로지는 {\displaystyle G} 계수 특이 코호몰로지와 표준적으로 동형이다.
{\displaystyle \operatorname {\check {H}} ^{\bullet }(X;{\underline {G}})\cong \operatorname {H} _{\text{sing}}^{\bullet }(X;G)}
그러나 체흐 코호몰로지가 특이 코호몰로지와 다르게 되는 위상 공간이 존재한다.

### 체흐-유도 함자 스펙트럼 열
체흐 코호몰로지는 특정한 경우 유도 함자로 정의된 층 코호몰로지와 일치한다. 이 사실은 마이어-피토리스 스펙트럼 열(영어: Mayer–Vietoris spectral sequence) 또는 체흐-유도 함자 스펙트럼 열(영어: Čech-to-derived-functor spectral sequence)의 존재에 의하여 함의된다.:Théorème 5.4.1
구체적으로, 위상 공간 {\displaystyle X} 위의 아벨 군 값의 층 {\displaystyle {\mathcal {F}}} 및 열린 덮개 {\displaystyle {\mathcal {U}}}가 주어졌다고 하자. {\displaystyle {\mathcal {H}}^{q}(X;{\mathcal {F}})}가 다음과 같은 준층이라고 하자.
{\displaystyle {\mathcal {H}}^{q}(X;{\mathcal {F}})\colon U\mapsto \operatorname {H} ^{q}(U;{\mathcal {F}})}
그렇다면, 마이어-피토리스 스펙트럼 열의 두 번째 쪽은 다음과 같다.
{\displaystyle E_{2}^{p,q}=\operatorname {\check {H}} ^{p}\left(X,{\mathcal {U}};{\mathcal {H}}^{q}(X;{\mathcal {F}})\right)}
만약 {\displaystyle {\mathcal {U}}}가 두 개의 열린집합만으로 구성된다면, 마이어-피토리스 스펙트럼 열은 마이어-피토리스 열로 퇴화한다. 이 스펙트럼 열은 다음과 같은 함자들로 유도되는, 그로텐디크 스펙트럼 열의 특수한 경우이다.
{\displaystyle \operatorname {Sh} (X;\operatorname {Ab} )\hookrightarrow \operatorname {PSh} (X;\operatorname {Ab} ){\xrightarrow {\operatorname {\check {H}} ^{0}(X,{\mathcal {U}};-)}}\operatorname {Ab} }
여기서 {\displaystyle \operatorname {Sh} }는 층 범주, {\displaystyle \operatorname {PSh} }는 준층 범주를 뜻한다.
적절한 조건 아래 마이어-피토리스 스펙트럼 열은 층 코호몰로지로 수렴한다.
{\displaystyle E_{2}^{p,q}\Rightarrow \operatorname {H} ^{p+q}(X;{\mathcal {F}})}
특히, 만약  마이어-피토리스 스펙트럼 열이 둘째 쪽에서 퇴화한다면 {\displaystyle \operatorname {\check {H}} ^{p}(X,{\mathcal {U}};{\mathcal {F}})}는 층 코호몰로지와 일치한다. 구체적으로, 마이어-피토리스 스펙트럼 열이 둘째 쪽에서 퇴화하는 충분조건은 다음과 같다.
- 모든 유한 부분 집합 {\displaystyle {\mathcal {A}}\subseteq {\mathcal {U}}}에 대하여 {\displaystyle {\mathcal {F}}|_{\bigcap {\mathcal {A}}}}는 비순환층이다 (즉, {\displaystyle \textstyle \operatorname {H} ^{i}(\bigcap {\mathcal {A}};{\mathcal {F}})=0\quad \forall i>0}이다).

이를 르레 정리(영어: Leray’s theorem)라고 하고, 이 조건을 만족시키는 열린 덮개를 르레 덮개(영어: Leray cover)라고 한다.

## 예

### 낮은 차수의 체흐 공사슬
편의상 체흐 공사슬 {\displaystyle \phi }의 값을
{\displaystyle \phi (U_{i_{0}},\dotsc ,U_{i_{n}})=\phi _{i_{0}\dotso i_{n}}}
으로 표기하자.
낮은 차수의 체흐 공경계 및 체흐 공사슬이 체흐 공순환이 될 조건은 다음과 같다. (편의상, 자명한 제약 사상들을 생략하였다.)
| 차수 | 공경계 | 공순환 조건                                                                      |
| ---- | --- | -------------------------------------------------------------------------------- |
| 0    | {\displaystyle (\delta ^{0}\phi )_{ij}=\phi _{j}-\phi _{i}}                                                 | {\displaystyle \phi _{i}=\phi _{j}}                                              |
| 1    | {\displaystyle (\delta ^{1}\phi )_{ijk}=\phi _{jk}-\phi _{ik}+\phi _{ij}}                                   | {\displaystyle \phi _{ik}=\phi _{ij}+\phi _{jk}}                                 |
| 2    | {\displaystyle (\delta ^{2}\phi )_{ijkl}=\phi _{jkl}-\phi _{ikl}+\phi _{ijl}-\phi _{ijk}}                   | {\displaystyle \phi _{jkl}+\phi _{ijl}=\phi _{ikl}+\phi _{ijk}}                  |
| 3    | {\displaystyle (\delta ^{2}\phi )_{ijklm}=\phi _{jklm}-\phi _{iklm}+\phi _{ijlm}-\phi _{ijkm}+\phi _{ijkl}} | {\displaystyle \phi _{jklm}+\phi _{ijlm}+\phi _{ijkl}=\phi _{iklm}+\phi _{ijkm}} |

### 위상수학자의 사인 곡선
위상수학자의 사인 곡선
{\displaystyle T=\left\{\left(x,\sin(1/x)\right)\colon x\in (0,1]\right\}\cup \{(0,0)\}}
의 폐포
{\displaystyle \operatorname {cl} (T)=T\cup (\{0\}\times [-1,1])}
의 경우, 체흐 코호몰로지와 특이 코호몰로지가 서로 일치하지 않는다. 구체적으로,
{\displaystyle \operatorname {\check {H}} ^{1}(\operatorname {cl} T;{\underline {\mathbb {Z} }})\cong \mathbb {Z} }
{\displaystyle \operatorname {H} _{\text{sing}}^{1}(\operatorname {cl} T;\mathbb {Z} )\cong 0}
이다.

### 스킴
분리 스킴 위의 연접층에 대하여, 열린 아핀 부분 스킴들로 구성된 덮개는 항상 르레 덮개이다. 여기서 분리성 및 연접성은 다음과 같이 필요하다.
- 분리 스킴의 조건에 의하여 열린 아핀 부분 스킴들의 교집합 역시 열린 아핀 부분 스킴이다.
- 연접층의 조건에 의하여, 아핀 스킴 위의 연접층은 항상 비순환층이다.

## 역사
러시아의 파벨 알렉산드로프와 체코의 에두아르트 체흐가 도입하였다. 르레 정리는 장 르레가 1950년에 도입하였다.